# Vœgtlinshoffen
Voegtlinshoffen es una localidad y comuna francesa, situada en el departamento de Alto Rin, en la región de Grand Est. 

## Demografía
| 433 | 434 | 387 | 392 | 446 | 478 | 504 |
| Para los censos de 1962 a 1999 la población legal corresponde a la población sin duplicidades (Fuente: INSEE [Consultar]) |     |     |     |     |     |     |